# NGC 118

NGC 118

 إن جي سي 118 أو NGC 118 هي مجرة في كوكبة قيطس اكتشفت في 27 سبتمبر 1880.

## روابط خارجية
- NGC 118 على موقع ويكي سكاي: DSS2, SDSS, GALEX, IRAS, Hydrogen α, X-Ray, Astrophoto, Sky Map, Articles and images